# Melitaea konigi
Melitaea konigi är en fjärilsart som beskrevs av Eugen V. Niculescu 1957. Melitaea konigi ingår i släktet Melitaea och familjen praktfjärilar. Inga underarter finns listade i Catalogue of Life.